# Nina Solovéi
Nina Sergeevna Solovéi (en ruso: Нина Сергеевна Соловей; 9 de noviembre de 1917 – 19 de abril de 2006) fue una francotiradora y exploradora del Ejército Rojo durante la Segunda Guerra Mundial. Se le atribuyen hasta sesenta y cuatro muertes de soldados enemigos. Después de la guerra se convirtió en presidenta del consejo de veteranos de la Escuela Central de Entrenamiento de Francotiradores para Mujeres. Era una amiga muy cercana y mentora de la conocida francotiradora azerbaiyana Ziba Ganiyeva.

## Biografía

### Infancia y juventud
Solovéi nació el 9 de noviembre de 1917 en el seno de una familia rusa y creció en Moscú. Después de terminar la escuela secundaria y la escuela de aprendizaje en fábrica, trabajó en la fábrica de aviones que lleva el nombre de S.P. Gorbunov. Donde además fue la organizadora del Komsomol en el taller.

### Segunda Guerra Mundial
En junio de 1941, después del inicio de la invasión alemana de la Unión Soviética, Solovéi se ofreció como voluntario para unirse al Ejército Rojo e inicialmente sirvió en la sección de inteligencia de la 3.ª División Comunista de Moscú, que más tarde se convirtió en la 53.ª División de Fusileros de la Guardia. El comandante de su compañía era el Héroe de la Unión Soviética, Nikolái Berendeev. Fue allí donde conoció a muchas otras mujeres soldados y se hizo amiga de Ziba Ganiyeva. Como Ganiyeva era más joven que ella y nueva en vivir en Moscú, Solovéi fue su mentora y le enseñó a esquiar, lo que resultó útil en la guerra. Ella y Ganiyeva realizaron misiones de «caza» con las también Héroes de la Unión Soviética Natalia Kovshova y María Polivanova.
En febrero de 1943, durante una misión en Nóvgorod, Solovéi resultó gravemente herida. Después de recibir tratamiento por la lesión en Yaroslavl, se convirtió en estudiante de la Escuela Central de Entrenamiento de Francotiradores para Mujeres en Moscú y se convirtió formalmente en francotiradora. También se entrenó en el uso de una ametralladora. Posteriormente, fue elegida para recibir capacitación en una compañía de instructores y después de graduarse se le dio el mando de un grupo de dieciséis mujeres francotiradoras de la 90.ª División de Fusileros de la Guardia. Cuando era comandante de pelotón en el 1119.º Regimiento de Fusileros recibió la Orden de la Gloria por matar a quince soldados nazis. Ese mismo año resultó gravemente herida cerca de Daugavpils. Sus amigos la sacaron del campo de batalla en camilla, pero no fue hasta 1945 que fue dada de alta del hospital y debido a la gravedad de sus heridas no pudo regresar a su unidad.
Las estimaciones del número de alemanes que mató durante la guerra, varían dependiendo de los autores, así la historiadora Galina Kievskaya calculó que Solovéi mató a cuarenta y dos soldados enemigos, pero según Iván Yevteev fueron sesenta y cuatro los soldados enemigos abatidos.

### Posguerra
Después de recuperarse de sus heridas, estudió en el Instituto Militar de Lenguas Extranjeras, donde se graduó en 1947 y permaneció en el ejército hasta 1962. De 1963 a 1992 trabajó en una fábrica como editora del programa de radio de la fábrica. De 1970 a 1980 fue presidenta del consejo de veteranos de la Escuela Central de Entrenamiento de Francotiradores para Mujeres. Murió el 19 de abril de 2006.

## Condecoraciones
|  | Orden de la Gloria de 3.er grado (18 de marzo de 1944)        |
|  | Orden de la Estrella Roja (22 de octubre de 1942)             |
|  | Orden de la Guerra Patria de 1.er grado (11 de marzo de 1985) |
|  | Medalla al Valor (20 de marzo de 1944)                        |